# Souvenirs de famille
Souvenirs de famille est le 16e album de la série de bande dessinée Boule et Bill de Jean Roba. L'ouvrage est publié en 1979.

## Historique
L'album publie les gags des numéros 24 à 160. Ceux-ci ont été prépubliés dans les éditions du journal Spirou no 1192 à 1328 durant les années 1961, 1962 et 1963. Deux histoires présentées sur quatre planches datant de 1960 (no 1146) et 1967 (no 1524) sont présentes en introduction et en conclusion de l'album.
La publication dans le désordre est notamment perceptible par l'évolution du dessin de Bill, qui dans les premières publications avait le dessous du ventre plus clair, la queue et les pattes blanches, jusqu'au environ des gags no 150-200.
En 1999, à l'occasion des 40 ans de la série, la collection a été refondue : les albums, qui comportaient auparavant 64, 56 ou 48 pages, sont uniformisés en 44 planches. Leur nombre passe ainsi de 21 à 24. Ainsi, les gags de Souvenirs de famille sont repris dans les nouveaux albums n° 1 (Tel Boule, tel Bill), n° 2 (Boule et Bill déboulent), n° 3 (Les copains d'abord), n° 4 (Système Bill) et n° 9 (Le fauve est lâché).

## Présentation de l'album
Boule, un petit garçon comme les autres, a comme meilleur copain Bill, son cocker facétieux. L'album comporte une succession de bêtises et d'espiègleries de Boule et Bill.

## Gags
- Poissonneries (spécial)
- Dérapages incontrôlés (no 24)
- Rage de dents (no 96)
- Petit écran (no 105)
- Boulette de neige (no 121)
- Qui cherche trouve (no 125)
- La Saint-Bernard
- Chien dangereux ?
- Frère à frise
- Tchip, tchip (no 129)
- Lèlèche-vitrine (no 131)
- Dure école (no 132)
- Chapeau ! (no 133)
- Oubli (no 135)
- L'air sphinx (no 136)
- Contes à dormir (no 137)
- A sec (no 138)
- Fugue et subterfuge (no 140)
- Ca plane
- Chien d'arrêt
- Faut pas pousser
- Sourdes oreilles
- Saute-mouton
- C'est du propre
- Mise en boîte
- Série noire
- Copie non conforme
- Boule, bill et bal (no 150)
- Prêt-à-porter
- Boum !
- Jeu de jambes
- Coup de sifflet
- Au trou
- Blague à tabac
- Trompe l'œil
- Compétence (no 158)
- Bain de foule (no 160)
- On ferme (spécial)

### Éléments humoristiques
Dans l'épisode no 126, Bill et Bernard chantent la chanson Les montagnards sont là.
Un clin-œil la série Lucky Luke également publiée dans Spirou apparait dans le no 137 avec la mention de Rantanplan.
L'épisode du sifflet du no 154 renvoie au précédent gag no 55.

## Personnages principaux
- Boule, le jeune maître de Bill.
- Bill, le cocker roux susceptible et farceur.
- Pouf, le meilleur ami de Boule.
- Les parents de Boule.

### Articles externes
- « Boule et Bill -16- Souvenirs de famille », sur bedetheque.com.
- Boule et Bill - Tome 1 : Tel Boule, tel Bill sur dupuis.com (consulté le 13 mars 2022).
- Boule et Bill - Tome 2 : Boule et Bill déboulent sur dupuis.com (consulté le 13 mars 2022).
- Boule et Bill - Tome 3 : Les copains d'abord sur dupuis.com (consulté le 13 mars 2022).
- Boule et Bill - Tome 4 : Système Bill sur dupuis.com (consulté le 13 mars 2022).
- Boule et Bill - Tome 9 : Le fauve est lâché sur dupuis.com (consulté le 13 mars 2022).